# Kenya Commercial Bank SC
El Kenya Commercial Bank és un club poliesportiu de la ciutat de Nairobi (Kenya).

## Història
La secció de futbol es fundà l'any 1993 i juga al Campionat de Kenya de Futbol. També té seccions de rugbi, voleibol i bàsquet que juguen a les respectives competicions nacionals. En la secció de vòlei, hi ha un equip femení, mentre que la secció de bàsquet és coneguda com a KCB Lions (Kenya Commercial Bank Lions). La secció de rugbi es creà el 1989 a partir del desaparegut Kenya Breweries.

## Palmarès

### Futbol
- Copa del President de Kenya:[1]
  - 2004

### Rugbi
- Copa de Kenya de rugbi: 3
  - 2005, 2006, 2007